# Len (musikgrupp)
Len är en kanadensisk alternativ rockgrupp från Toronto, Ontario. De är mest kända som en one-hit wonder för sin låt "Steal My Sunshine" från 1999. Gruppen består av syskonen Marc Costanzo (sång, gitarr) och Sharon Costanzo (sång, bas).

## Diskografi
Studioalbum
- Superstar (1994)
- Get Your Legs Broke (1996)
- You Can't Stop the Bum Rush (1999) (US #46, RIAA: Gold)
- We Be Who We Be (2002)
- I Don't Wanna Die... (Not Knowing) (2002)
- The Diary of the Madmen (2005)
- It's Easy If You Try (2012)

Singlar
- Slacker (1994)
- Candy Pop (1965)
- Showoff (1965)
- Smarty Pants (1996)
- She's Not (1997)
- Trillion Daze (1997)
- Steal My Sunshine (1999) (CAN #3)
- Feelin' Alright (1999)
- Cryptik Souls Crew (2000)
- Kids in America (2000)
- Bobby (2002)
- It's a Brother Sister Thing (2003)
- It's My Neighbourhood (2012)